# إساءة استخدام المبيدات

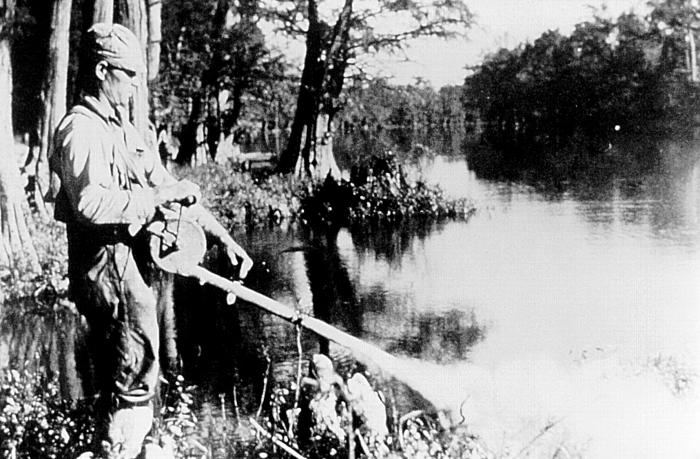
اساءة استخدام المبيدات

إساءة استخدام مبيدات الآفات تُعتبر خرقًا القوانين التي تنظم استخدامها في الولايات المتحدة الأمريكية إذ أن ذلك يعرض كل من صحة الإنسان والبيئة للخطر. وُضعت العديد من هذه اللوائح ضمن القانون الفيدرالي الأمريكي لمبيدات الحشرات ومبيدات الفطريات والقوارض. تُعد أكثر حالات إساءة استخدام مبيدات الآفات شيوعًا هي التطبيقات التي لا تتوافق مع الملصقات المرفقة بهذه المنتجات، والتي يمكن أن تشمل استخدام مادة بأي شكل من الأشكال غير موصوفة في الملصق، أو تغيير معدلات الجرعات، أو انتهاك تعليمات السلامة المحددة. صُمّمت ملصقات مبيدات الآفات باعتبارها وسيلة اتصال ضعيفة للمخاطر، مما دفع بعض المسؤولين والباحثين إلى التساؤل عما إذا كان مصلح سوء الاستخدام مصطلحًا مناسبًا لوصف ما يكون في أغلب الأحوال استخدامات غير مقصودة ناتجة عن سوء فهم وتطبيق تعليمات السلامة المرفقة بالمنتج.
تشمل الأنواع الأخرى من إساءة استخدام مبيدات الآفات بيع أو استخدام مبيد آفات غير مسجل، وبيع أو استخدام مبيد بعد إلغاء تسجيله، وبيع أو استخدام مبيد آفات مغشوش أو خاطئ. تعتبر القوانين القضائية في معظم الولايات الأمريكية أنه من غير القانوني تغيير أو إزالة ملصقات مبيدات الآفات، أو بيع مبيدات الآفات المقيدة لمقدم طلب غير معتمد، أو الفشل في الحفاظ على المبيعات واستخدام سجلات مبيدات الآفات المقيدة.
مبيدات الآفات هي مركبات سامة صُممت ملصقاتها خصيصًا لتحض على الاستخدام الآمن والفعال لها، ومن الممكن أن يؤدي تجاهل التوجيهات والإرشادات المرفقة بها إلى التعرض لمسائلات مدنية وجنائية ومسؤولية مدنية عن الأضرار التي تلحق بالأطراف الأخرى.

## الأضرار الصحية

### على البشر
يمكن أن يؤدي سوء استخدام المبيدات الحشرية إلى حدوث تسمم الإنسان بمبيدات الآفات، والذي تتفاوت عواقبه من إحداث التهيج الخفيف بالجلد إلى النوبات المرضية والتي قد تؤدي إلى الوفاة. تختلف آثار التسمم بشكل كبير تبعا لأختلاف مقدار الجرعة ومستويات التعرض، وتتكون أنواع المبيدات الحشرية الأكثر شيوعا والمتسببة في حالات التسمم من مركبات الفوسفات العضوي، وكربامات الميثيل، والبيريثرين والمبيدات الحشرية التي تحتوي على مركبات البيرثرويد الاصطناعية، والمبيدات الحشرية التي تحتوي على مركبات الكلور العضوية، كما أن بعض المبخرات، ومبيدات ديدان النيماتودا الاسطوانية، ومبيدات الأعشاب شائعة أيضًا في حالات التسمم بمبيدات الآفات.
تضمنت إحدى أشهر حالات إساءة استخدام مبيدات الآفات في التاريخ الحديث استخدام مبيد آفات مخصص للاستخدام الزراعي في الهواء الطلق، وهو مركب الميثيل باراثيون، في المنازل في ولاية ميسيسيبي الأمريكية لإبادة الصراصير والآفات المنزلية الأخرى، إذ اتُهم اثنان من رجال الإبادة بتهم جنائية متعددة بعد الكشف عن استخدامها المستمر مركب الميثيل باراثيون لعدة سنوات. عانى عدد من السكان من بينهم رضيعان من جراء ذلك من أعراض التسمم بمبيدات الآفات، كما أصبح عدد من المنازل والشركات من بينها العديد من مراكز الرعاية النهارية والمدارس غير صالحة للسكن أو غير صالحة للاستعمال، وعوقب الجناة بدفع غرامات باهظة وبأحكام بالسجن.

### على الحيوانات
يمكن أن يؤدي سوء استخدام مبيدات الآفات أيضًا إلى تعريض الحياة البرية والموارد البيئية الأخرى للخطر. فقد حوكم رجل من ولاية فلوريدا الأمريكية ودفع غرامة مالية قدرها 23100 دولارا أمريكيا بعد قيامه باستخدام مبيد الآفات المعروف باسم الألديكارت على جثث الغزلان لقتل ذئاب القيوط بسبب تخزينه للمبيد في حاويات غير مسماة، ولأنه لم يكن مطبقًا معتمدًا لاستخدام هذا النوع من المبيدات.
تعطي الملصقات الموجودة على المواد السامة أيضا توجيهات وإرشادات استخدام محددة خاصصة بالنحل، لأن هذه الملقحات تعتبر موردًا بيئيًا مهمًا. وينبغي أن يتضمن توجيه ملصق حماية النحل النموذجي تحذيرا من أن هذا المنتج شديد السمية للنحل المعرض للعلاج المباشر على المحاصيل المزهرة أو الأعشاب الضارة، وأنه لا ينبغي استخدام هذا المنتج أو السماح له بالتسرب إلى المحاصيل المزهرة أو الأعشاب الضارة إذا كان النحل يزور المنطقة التي تجري معالجة الآفات بها. في عام 2013 مات ما يزيد عن 25000 نحلة نتيجة إساءة استخدام المبيدات الحشرية في مدينة ويلسونفيل بولاية أوريغون الأمريكية. وقد حكم على مزارع من ولاية كارولينا الجنوبية بدفع غرامة مالية بسبب إساءة استخدام مبيدات الآفات بعد قيامه برش حقل خيار مزهر بالمبيدات بينما كان النحل يبحث عن الطعام على الأزهار مما تسبب في قتل النحل بشكل خطير. أثرت عمليات قتل نحل مماثلة على مربي النحل الأمريكيين والمزارعين الذين يحتاجون إلى النحل من أجل عمليات التلقيح، وتسببت لهم في خسائر اقتصادية قدرت بمليارات الدولارات.

## العوامل المساعدة
تحدث إساءة استخدام مبيدات الآفات بشكل متكرر في البلدان النامية والبلدان ذات الاقتصادات الزراعية في أغلب الحالات. تساهم العديد من العوامل في إساءة استخدام مبيدات الآفات، ولقد وجد الباحثين البيئيين أن الحواجز اللغوية والأمية هي من أكثر العوامل شيوعًا، فعلى الرغم من توافر أوراق بيانات السلامة الخاصة بمبيدات الآفات بعدة لغات، إلا أن المزارعين والعاملين الزراعيين المسؤولين عن استخدام مبيدات الآفات غالبًا ما يكونون غير قادرين على قراءتها. يميل التعليم المحدود والافتقار إلى التدريب المناسب إلى أن يكونا من بين أهم العوامل المساهمة في التعامل غير السليم مع مبيدات الآفات وإساءة استخدامها، فغالبية العمال الزراعيين والمزارعين الريفيين في البلدان النامية لم يتلقوا سوى سنوات قليلة من التعليم الابتدائي، مما يساهم في أمية هؤلاء السكان. وكثيرًا ما يسيء المزارعون في البلدان النامية استخدام مبيدات الآفات بسبب سوء التدريب فقد ثبت أن التدريب على الإدارة المتكاملة للآفات يقلل من معدلات المناولة غير الصحيحة لمبيدات الآفات وإساءة استخدامها مع تحقيق زيادة في المحاصيل في نفس الوقت.